# 薩蒂波區
薩蒂波區（西班牙語：Distrito de Satipo），是秘魯的一個區，位於該國中部胡寧大區的薩蒂波省，始建於1940年12月18日，面積732.02平方公里，海拔高度632米，2005年人口33,508，人口密度每平方公里46人。